# 클리에
클리에(CLIÉ)는 2000년 소니에서 팜 OS를 기반으로 만든 팜 파일럿 호환 PDA이다. VZ90을 마지막으로 2005년에 모든 기종이 단종되었다.

## 같이 보기
- 팜 OS
- 개인 정보 단말기
- 워크맨
- 소니 엑스페리아